# Desa Sukarame (administrativ by i Indonesien, lat -7,36, long 108,13)
Desa Sukarame är en administrativ by i Indonesien.   Den ligger i provinsen Jawa Barat, i den västra delen av landet, 190 km sydost om huvudstaden Jakarta.